# Lug Samoborski
 Lug Samoborski  falu Horvátországban Zágráb megyében. Közigazgatásilag Szamoborhoz tartozik.

## Fekvése
Zágrábtól 20 km-re nyugatra, községközpontjától 3 km-re északnyugatra a Zsumberk-Szamobori-hegység keleti lábánál, az A3-as autópálya közelében fekszik.

## Története
A Kiepach-kastély elődjét 1620-ban említik először, amikor gróf Erdődy Tamás horvát bán hűséges szolgálataiért Balagovics Kristófnak itt fából épített udvarházat adományozott, melyhez birtok és jobbágyok is tartoztak. Ennek a helyén építették fel a 18. században a kastélyt, melynek 1805-től a Kulmer család volt a tulajdonosa. A kastélyt 1829-ben Bargol Felbinger zágrábi építész tervei szerint teljesen újjáépítették. Nem sokkal ezután a Kiepach család tulajdona lett, akik 1880-ban átépítették és ekkor nyerte el mai formáját.
A falunak 1857-ben 127, 1910-ben 155 lakosa volt. Trianon előtt Zágráb vármegye Szamobori járásához tartozott. Plébániáját 1985-ben alapították, templomát 2001 és 2005 között építették. 2011-ben 973 lakosa volt. A megye egyik legdinamikusaban fejlődő települése.

## Lakosság
| Lakosság változása | Lakosság változása | Lakosság változása | Lakosság változása | Lakosság változása | Lakosság változása | Lakosság változása | Lakosság változása | Lakosság változása | Lakosság változása | Lakosság változása | Lakosság változása | Lakosság változása | Lakosság változása | Lakosság változása | Lakosság változása |
| ------------------ | ------------------ | ------------------ | ------------------ | ------------------ | ------------------ | ------------------ | ------------------ | ------------------ | ------------------ | ------------------ | ------------------ | ------------------ | ------------------ | ------------------ | ------------------ |
| 1857               | 1869               | 1880               | 1890               | 1900               | 1910               | 1921               | 1931               | 1948               | 1953               | 1961               | 1971               | 1981               | 1991               | 2001               | 2011               |
| 127                | 141                | 162                | 164                | 174                | 155                | 183                | 224                | 215                | 315                | 458                | 336                | 592                | 660                | 785                | 973                |

## Nevezetességei
- A Kiepach-kastély[4] ("Balagovi dvori") a 18. században épült barokk stílusban, 1829-ben és 1880-ban átépítették. A kastélyt 0,6 hektár területű szép park övezi, melyet 1830 körül alakítottak ki. Számos ritka és értékes fafajta található benne, többek közt platánok, mocsári ciprusok, óriás gyesztenyék, amerikai fenyők, vörösfenyők és tuják.
- Keresztelő Szent János tiszteletére szentelt plébániátemploma 2001 és 2005 között épült neoklasszicista stílusban. A templom 37 és fél méter hosszú, 15 méter széles, falai 8 méter magasak.